# Myosoma impexum
Myosoma impexum är en stekelart som beskrevs av Mason 1978. Myosoma impexum ingår i släktet Myosoma och familjen bracksteklar. Inga underarter finns listade i Catalogue of Life.